# Tom Burridge
Tom Eustace Burridge (Londra, 30 aprile 1881 – Chatham, 16 settembre 1965) è stato un calciatore inglese.
Partecipò ai Giochi olimpici di Parigi 1900, con l'Upton Park, nel torneo calcistico, riuscendo a vincere la medaglia d'oro.